# W.M.A.
«W.M.A.» es una canción del grupo de rock Pearl Jam, incluida en su segundo álbum Vs.. "W.M.A." son las siglas de "White Male American" (Hombre Blanco Americano).
La batería de "W.M.A." fue grabada en dos pistas con ritmos diferentes y después fueron sobregrabadas en la canción. El baterista Dave Abbruzzese agregaría más tarde otras percusiones como cimbales, tambores o un cencerro, que después serían sobregrabadas a la canción.
La canción no había sido tocada completa en concierto por Pearl Jam desde 1995 hasta que la tocaron en diversos conciertos en 2008. Sin embargo, la letra ha sido usada en varias ocasiones como parte de acompañamiento al final de "Daughter", como en la versión de "Daughter" que aparece en su primer álbum en vivo, Live on Two Legs.
Además, la canción apareció en el videojuego de 2002 Kelly Slater's Pro Surfer.

## Significado de la letra
La letra trata acerca del racismo y de la brutalidad policial hacia la población negra en los Estados Unidos. Eddie Vedder reveló en una entrevista que se inspiró para escribir la canción cuando, al salir a la calle para tomar un descanso durante las sesiones de grabación, él mismo presenció cómo varios policías golpeaban a un joven afroamericano frente a sus ojos. De inmediato regresó al estudio enfadado e impotente y comenzó a escribir la letra.
En la letra impresa en el cuadernillo del álbum se incluyen extractos de noticias acerca del caso de Malice Green, jugador de fútbol americano, quien fuera víctima de brutalidad policial.